# Młynówka (dopływ Przykopy)
Młynówka – krótki, naturalny ciek wodny w Kotlinie Nowotarskiej, boczna struga rzeki Białka. Powstaje około 200 m na północ od Kramnicy. Białka w dolnym swym biegu, płynąc przez obszar Kotliny Orawsko-Nowotarskiej o bardzo nieznacznym spadku terenu zwalnia, porzucając przyniesiony z Tatr materiał skalny. Powstają z nich kamieniste łachy. Białka rozgałęzia się wielokrotnie na dwie lub kilka odnóg, które opływają te łachy, poniżej nich łącząc się powtórnie. Jedna z takich odnóg jednak utorowała sobie drogę w północno-wschodnim kierunku i płynie po prawej stronie Białki do  Krempach. Tu zmienia kierunek na południowo-wschodni i łączy się z Dursztyńskim Potokiem. Jest to Młynówka. Tuż przed Krempachami oddziela się od niej duża struga, która płynie z powrotem do Białki oddając jej część wody. 
W miejscu połączenia się Młynówki i Dursztyńskiego Potoku (współrzędne: 49°26′13″N 20°10′19″E/49,436944 20,171944) powstaje Przykopa. Czasami Młynówka bywa też nazywana Przykopą. Jej dopływem jest Kiźlinkowy Potok.